# Взаимоотношения врача и пациента
Отношения между врачом и пациентом являются центральной частью здравоохранения и медицинской практики. Взаимоотношения врача и пациента составляют одну из основ современной медицинской этики.

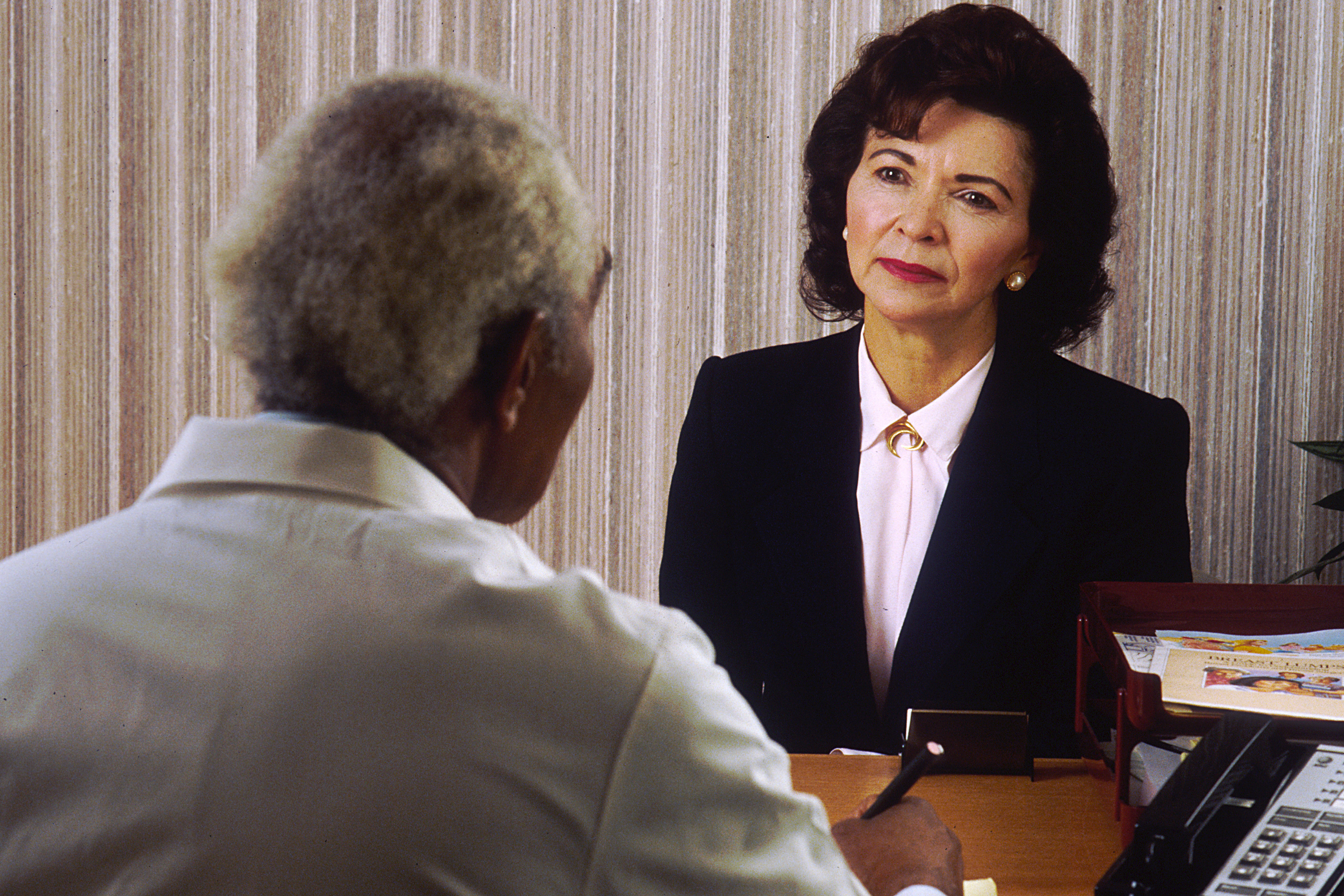
Врач оказывает медицинскую помощь пациенту.

Пациент должен быть уверен в компетентности своего врача и чувствовать, что он может доверять ему или ей. Для большинства врачей важно установить хорошие отношения с пациентом. Некоторые медицинские специальности, такие как психиатрия и семейная медицина, подчеркивают связь врача и пациента больше, чем другие, такие как патология или радиология, которые имеют очень мало контактов с пациентами.

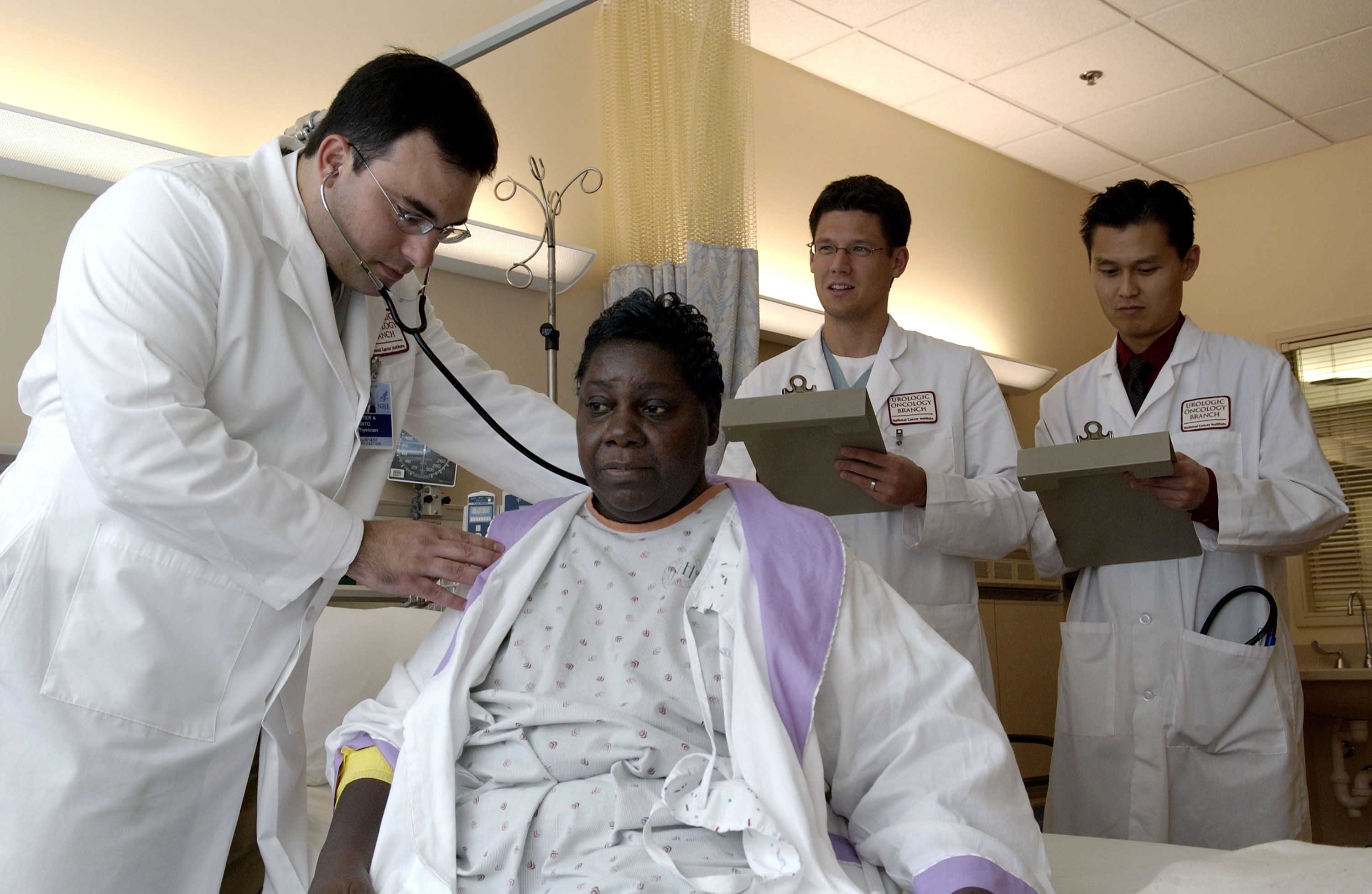
Врач проводит стандартное обследование пациента

Качество отношений между пациентом и врачом важно для обеих сторон. Ценности и взгляды врача и пациента на болезнь, жизнь и доступное время играют определённую роль в построении этих отношений. Прочные отношения между врачом и пациентом приведут к частому получению качественной информации о болезни пациента и улучшению медицинского обслуживания пациента и его семьи. Повышение точности диагноза и расширение знаний пациента о болезни-все это приходит с хорошими отношениями между врачом и пациентом. В тех случаях, когда такие отношения являются плохими, способность врача сделать полную оценку ставится под угрозу, и пациент с большей вероятностью не доверяет диагнозу и предлагаемому лечению, что приводит к снижению компетентности фактически следовать медицинским рекомендациям, что приводит к плохим результатам для здоровья. В этих обстоятельствах, а также в тех случаях, когда существуют подлинные расхождения во мнениях врачей, может быть запрошено второе мнение другого врача или пациент может обратиться к другому врачу, которому он больше доверяет. Кроме того, преимущества любого эффекта плацебо также основаны на субъективной оценке пациентом (сознательной или бессознательной) доверия и навыков врача.
Майкл и Энид Балинт вместе стали пионерами изучения взаимоотношений врача и пациента в Великобритании. Книга Майкла Балинта «Доктор, его пациент и болезнь» (1957) подробно описала несколько историй болезни и стала основополагающим трудом. Их работа продолжается обществом Балинта, Международной федерацией Балинта и другими национальными обществами Балинта в других странах. Это одна из самых влиятельных работ на тему взаимоотношений врача и пациента. Кроме того, канадский врач, известный как сэр Уильям Ослер, был известен как один из профессоров «большой четверки», когда была впервые основана больница Джонса Хопкинса. В больнице Джонса Хопкинса Ослер изобрёл первую в мире систему медицинской ординатуры, с точки зрения эффективности (то есть исход лечения), отношения врач-пациент, по-видимому, оказывают «небольшое, но статистически значимое влияние на результаты лечения». Однако из-за относительно небольшого размера выборки и минимально эффективного теста исследователи пришли к выводу, что необходимы дополнительные исследования по этой теме. Признавая, что пациенты получают наилучший уход, когда они работают в партнерстве с врачами, Генеральный медицинский совет Великобритании издал руководство для обоих врачей под названием «Этическое руководство для врачей» и для пациентов «Чего ожидать от вашего врача» в апреле 2013 года.